# JJ Capelle
Jay Jay „JJ“ Capelle (* 7. Januar 1984) ist ein ehemaliger nauruischer Sprinter. Bei den Leichtathletik-Weltmeisterschaften 2003 und 2007 vertrat er zweimal sein Heimatland.

## Leben und Karriere
Bei den South Pacific Mini Games 2001 auf der Norfolkinsel scheiterte Capelle sowohl über 100 Meter als auch mit der nauruischen 4-mal-100-Meter-Staffel, gemeinsam mit Richard Menke, Sebastian Detenamo und Odae Stephen jeweils in den Vorläufen. Im März 2003 nahm er als erster Nauruer an den Hallenweltmeisterschaften in der National Indoor Arena in Birmingham teil, kam im siebten Vorlauf in 7,30 Sekunden, einem neuen Landesrekord, jedoch nicht über den achten und letzten Platz hinaus; insgesamt belegte Capelle den 52. Rang unter 56 Teilnehmern. Am 24. August 2003 belegte Capelle bei den Weltmeisterschaften im Stade de France in Saint-Denis im fünften Vorlauf über 100 Meter in einer Zeit von 11,49 Sekunden ursprünglich den sechsten – nach der Disqualifikation von Tim Montgomery zwei Jahre später den fünften – Platz vor dem Kiribatier Kaewanteiti Mwatiera. Neben Mwatiera waren mit Assad Ahmadi (Afghanistan) und Zoran Josifovski (Mazedonien) insgesamt drei der 72 Teilnehmer der Vorläufe langsamer als der Nauruer. Bei den mikronesischen Meisterschaften im Dezember 2005 sicherte sich Capelle mit Quaski Itaia, Fredrick Canon und Rikko Thoma über 4 × 100 Meter Bronze und gewann als Schlussläufer gemeinsam mit Rosa Mystique Jones, Rikko Thoma und Dana Thoma in der gemischten 800-Meter-Staffel (aufgeteilt in 100/100/200/400 m) die Silbermedaille. Über 100 Meter musste sich Capelle in einem Fotofinish um Bronze seinem Landsmann Rikko Thoma geschlagen geben.
Im dritten Vorlauf über 100 Meter bei den Weltmeisterschaften 2007, die im Nagai Stadium in Osaka ausgetragen wurden, belegte Capelle am 25. August in einer Zeit von 11,02 Sekunden den sechsten Platz vor Hin Fong Pao aus Macau. Mit dieser neuen persönlichen Bestleistung erreichte Capelle den 49. Platz unter 66 Teilnehmern. Wenige Tage später erreichte der Nauruer bei den Südpazifikspielen im samoanischen Apia das Halbfinale über 100 Meter und schied über 200 Meter bereits im Vorlauf aus. Große Erfolge feierte der Nauruer bei den mikronesischen Meisterschaften im Dezember 2007 mit Bronze über 60 Meter, einem vierten Platz über 100 Meter sowie Gold über 400 Meter und als Schlussläufer mit der gemischten 800-Meter-Staffel um Dana Thoma, Deamo Baguga und Rosa Mystique Jones. Zwei Jahre später gewann Capelle noch einmal eine Bronzemedaille über 100 Meter sowie die Silbermedaille mit der 4-mal-100-Meter-Staffel.
Capelle stammt aus Buada oder Boe und ist seit Januar 2010 mit Aleysha Roland verheiratet. Er arbeitet als Feuerwehrmann.